# Pseudartonis
Pseudartonis là một chi nhện trong họ Araneidae.